# ALL NIGHT LONG (EXILEの曲)
「ALL NIGHT LONG」（オール ナイト ロング）は、EXILEの楽曲である。2012年6月20日にrhythm zoneから39枚目のシングルとして発売。

## 概要
前作『あなたへ/Ooo Baby』から7カ月ぶりのシングルで、2カ月連続リリースの第1弾。
「CD+DVD」「CDのみ」の2形態での発売。初回盤はスリーブケース仕様となっている。また、一般発売の2形態とは別に、EXILE mobileやEX FAMILY、ライブ会場などでの限定盤として、EXILEメンバーソロジャケット（14種）と、それら14枚をパッケージングしたPERFECT BOX（2種）が存在する。そのため、すべてあわせると17形態となる。
ミュージックビデオやジャケット写真用の衣装は、レディー・ガガやマイケル・ジャクソンなどの衣装も手掛けたZaldy Goco（ザルディ・ゴコ）が担当。

## チャート成績
オリコン週間シングルランキングでは37枚目のシングル『Rising Sun/いつかきっと…』以来、通算12作目の首位獲得となった。初週売上20万枚を突破したのも同作以来である。

## 収録曲

### CD
1. ALL NIGHT LONG [4:26]
作詞：ATSUSHI / 作曲：SIRIUS, TESUNG Kim, ANDREW Choi
  - GREE『聖戦ケルベロス』CMソング[7]
2. ALL NIGHT LONG （Instrumental）

### DVD
※CD+DVDのみ
1. ALL NIGHT LONG (Video Clip）